# Tangentialhastighed
Et punkt på et roterende legeme i afstanden {\displaystyle r} fra legemets rotationsakse vil bevæge sig i en cirkelformet bane med en vis hastighed {\displaystyle v}, kaldet tangentialhastigheden, hvis størrelse er givet ved
{\displaystyle \left|v\right|=\omega \cdot r,}
hvor {\displaystyle \omega } er den vinkelfrekvens, legemet roterer ved. Udtrykt ved den måske mere håndgribelige omdrejningsfrekvens {\displaystyle f} ("antal omdrejninger pr. sekund"), skrives ovenstående formel som
{\displaystyle \left|v\right|=2\cdot \pi \cdot f\cdot r}
Et eksempel på tangentialhastighed er det faktum, at selv når man "sidder stille" i forhold til Jorden, bevæger man sig øst på med (på danske breddegrader) næsten 1000 kilometer i timen på grund af Jordens rotation.